# Papillaria zeloflexicaulis
Papillaria zeloflexicaulis är en bladmossart som beskrevs av Heinar Streimann 1991. Papillaria zeloflexicaulis ingår i släktet Papillaria och familjen Meteoriaceae. Inga underarter finns listade i Catalogue of Life.